# Ernst Gideon von Laudon
Ernst Gideon svobodný pán von Laudon (Loudon, Ernst Gideon Freiherr von Laudon; 13. února 1717 Tootzen, Švédské Lotyšsko – 14. července 1790 Nový Jičín) byl rakouský vojevůdce, jeden z nejúspěšnějších odpůrců pruského krále Fridricha Velikého. Proslavil se ve válkách s Pruskem a svým tažením na Balkán proti Osmanské říši, čímž se zařadil mezi slavné turkobijce. Od roku 1789 až do své smrti byl vojenským guvernérem v habsburském Srbsku.
Z jeho jména pochází zvolání či kletba himmellaudon! (německy Himmel Laudon, tj. Nebesa, Laudon!), kterou údajně volali vyděšení Prusové. Kolem roku 1757 také na jeho počest vznikla česká lidová píseň „Generál Laudon jede skrz vesnici, má bílou čepici“, zřejmě v Rynolticích na Liberecku, kde generál pobýval několik dní.

## Mládí
Jeho mládí bylo poznamenáno chudobou jeho rodného Livonska, které bylo zasaženo severní válkou mezi Švédskem a Ruskem, uzavřenou po dvou desetiletích Nystadským mírem (1721), kterým bylo Livonsko odebráno Švédsku a začleněno k Rusku. Jeho původ byl baltsko-německý a lotyšský, pocházel z nemajetné protestantské rodiny nižší šlechty, která byla usazená v Livonsku od 15. století, údajně měl i předky ze Skotska. Vyrůstal v chudé rodině a pro nedostatek financí nedosáhl patřičného školního vzdělání. Francouzsky uměl jen pasivně, což jej znevýhodňovalo, neboť francouzština byla hlavním jazykem inteligence a byly v ní psány i vojenské spisy. Navíc ani jeho písemný projev v němčině nebyl dobrý. Základy víry mu vštípil místní pastor Georg Oxfort. V patnácti letech, počátkem 30. let 18. století, vstoupil do carské armády. Jeho pskovský pluk se v letech 1733–1735 zúčastnil války o polské dědictví. Roku 1735 se při tažení do Porýní dostal do Čech, kde se setkal s Evženem Savojským, který měl v té době renomé výborného vojevůdce, a také s pruským korunním princem Friedrichem.
V letech 1735–1739 se během rusko-turecké války účastnil tažení carské armády proti krymským Tatarům, kteří postrádali posily od Turků, bojujících v té době proti spojenci Ruska, Habsburské monarchiíi. Roku 1737 byl povýšen na poručíka. Hned dva roky poté, když bylo s jeho přispěním dobyto Moldavsko, byl povýšen na nadporučíka. V té době se ve vojenském ležení u Kyjeva seznámil s Františkem Trenckem.

## Raná léta služby uMarie Terezie

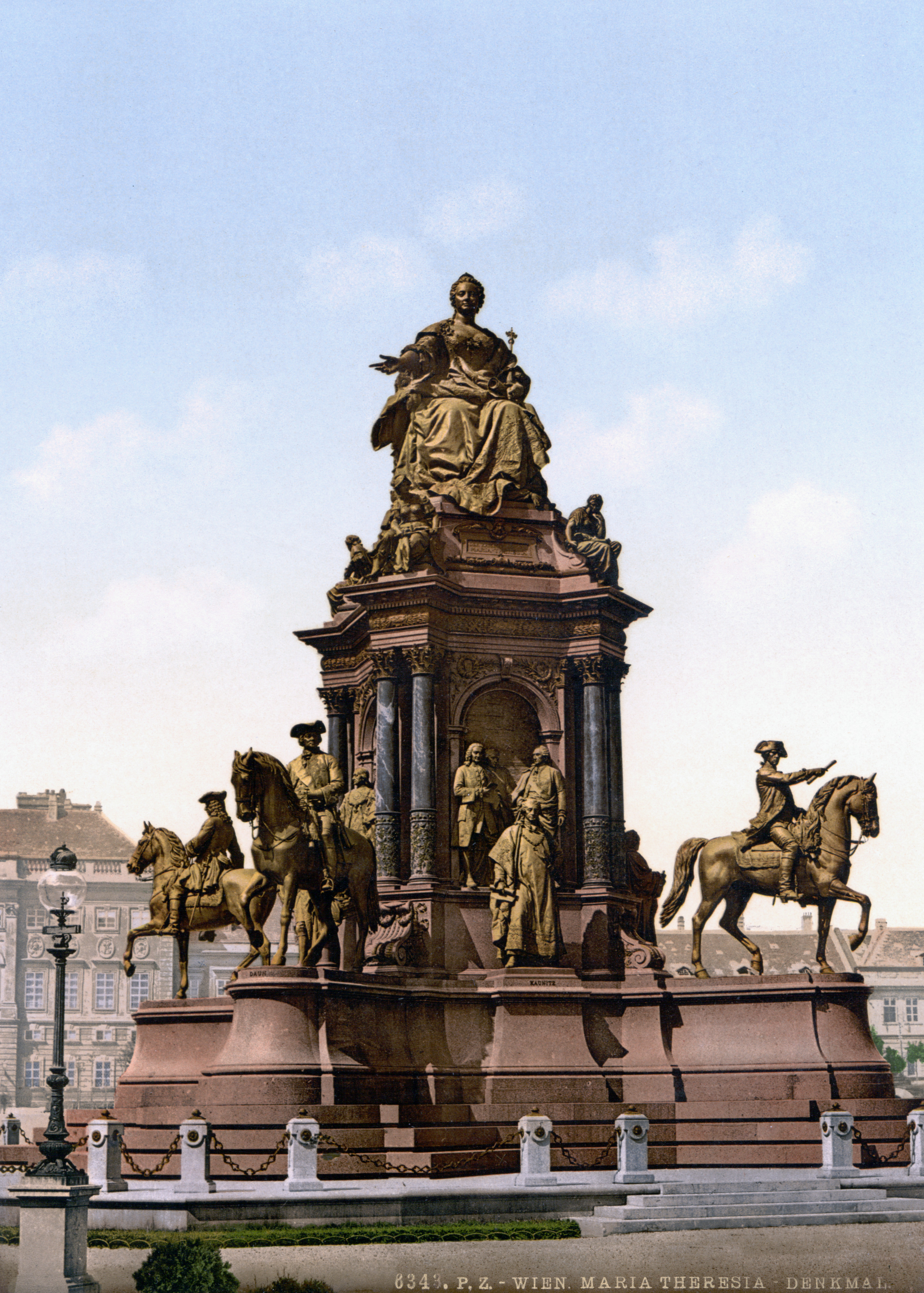
Jezdecká socha maršála Laudona (vpravo v popředí) na památníku Marie Terezie na náměstí Marie Terezie (Maria Theresien-Platz) ve Vídni. Sochař: Kaspar von Zumbusch.

Když se vrátil domů z tohoto tažení, jeho rodina byla ještě ve větší finanční nouzi, hrozilo jim vystěhování. Aby mohl pomoc rodině se splácením dluhů, ucházel se o službu ve švédské armádě, kterou však nedostal. Proto se rozhodl odcestovat do Flensburgu a Berlína za vidinou služby v pruské armádě ve válce o rakouské dědictví (1740–1748). Roku 1743 požádal o osobní audienci u pruského krále. Na přijetí čekal 4 měsíce, ale nakonec nebyl přijat. Po jeho odmítnutí se vydal do Vídně. Zde 1. 5. 1744 získal, díky několika doporučujícím dopisům od vlivných lidí, post velitele setniny rakouské armády. Jeho velitelem byl baron Trenck, se kterým se Laudon seznámil v Rusku. Tato setnina měla za úkol pochod do Porýní. V květnu 1745 se dostal se svou armádou do Slezska, které měl získat zpět pro Marii Terezii. V noci z 25. května na 26. května 1745 s pomocí zběha z pruské armády dobyli město Kozlí.
Jednotky Trenckových pandurů nakonec opustil, protože se mu nelíbila jejich nekázeň a přílišná krutost. Dne 1. května 1746 byl převelen k hraničářskému pluku v Chorvatsku v městečku Bunič, do postavení na Vojenské hranici proti Turkům. Zde se stal opět velitelem setniny a byl povýšen na majora. V té době začal psát své více než stostránkové dílo s názvem Projekt, jak by bylo možné si počínat v případné defenzivě nebo ofenzivě proti Turkům, jehož dokončení si nakonec vyžádalo přes 4 roky. Originál tohoto díla je dnes ve Vídeňském válečném archívu. V červnu 1751 pomohl potlačit vzpouru několika vlastních jednotek, jimž se nelíbila nová pravidla, jež zavedla Marie Terezie. Díky této akci a po kladném hodnocení svého nadřízeného velitele generálmajora Scherzera byl povýšen patentem ze dne 20. dubna 1753 na podplukovníka.
V té době byl již ženatý s Klárou Hagenovou, datum jejich sňatku není známo. Nedochovaly se ani informace o době narození jejich dvou potomků. Jen je známo, že obě děti zemřely ve velmi nízkém věku, což se projevilo na matčině i otcově psychice. Během služby v rakouské armádě Laudon konvertoval ke katolické víře.
Dne 25. září 1756 se přesunul do severozápadních Čech, odkud za 5 dní vytáhl na Lovosice, kde rakouskou armádu 1. října 1756 napadla pruská armáda, načež Rakušané ustoupili, aby se spojili se saskou armádou. Dne 18. října 1756 obsadil oddíl 500 hraničářů a 60 husarů pod Laudonovým vedením Děčín. Zde Laudon měl již významné postavení, protože v oddíle mu byli podřízení i důstojníci s vyšší hodností.
Další zásluhy si vydobyl během zimy, která přišla v roce 1756 velmi brzy. Od nadřízeného generálmajora Maurice Lacyho získal povolení k napadaní pruských pozic v Sasku. Dne 1. ledna 1757 ve večerních hodinách zaútočil na pruskou pozici v městečku Ostritz, kde jeho muži pobili celou pruskou osádku a jako válečnou kořist si vzali veškeré pruské vybavení včetně zbraní a zásob. Po těchto úspěšných zimních akcích byl 17. března 1757 opět povýšen do hodnosti plukovníka. V květnu 1757 se zúčastnil bitvy u Štěrbohol a bojů o Prahu, která byla nakonec i s jeho velkým přispěním osvobozena. Dne 24. června 1757 přepadl u Velemína pruský transport, z něhož ukořistil zajatce a zásoby. Totéž se mu povedlo několik dní nato v Děčíně, kdy přepadl 15 lodí.
Jeho první prohrou byl útok na Prusy, kteří měli pozici u Lovosic. I když Prusové ztratili několik děl, měli strategickou výhodu, a tak se musel stáhnout. I přes tuto prohru si získal náklonnost svého nejvyššího velitele Karla Lotrinského, který mu zajistil zvýšení ročního platu o 1500 zlatých. Aby si zajistil nezávislost na jediném armádním skladu, který byl v Lounech, dobyl v srpnu saský Freiberg, kde se nacházely pruské zásoby.
Díky této akci byl 25. srpna 1757 povýšen na generálmajora. O povýšení se však dozvěděl téměř s měsíčním zpožděním. Dne 7. března 1758 navíc jako jeden z prvních získal tzv. malý kříž, jehož majitel se stal rytířem vojenského řádu Marie Terezie, který Marie Terezie založila rok před tím, než jej dostal Laudon. Během května a po celý červen 1758 se účastnil osvobozování Olomouce od pruských jednotek. Dne 30. května 1758 za ním přijel velitel Leopold Daun, při té příležitosti předvedl svému veliteli noční přepad pruského tábora u Náměště, za který dostal pochvalný dopis.

## Velká vítězství

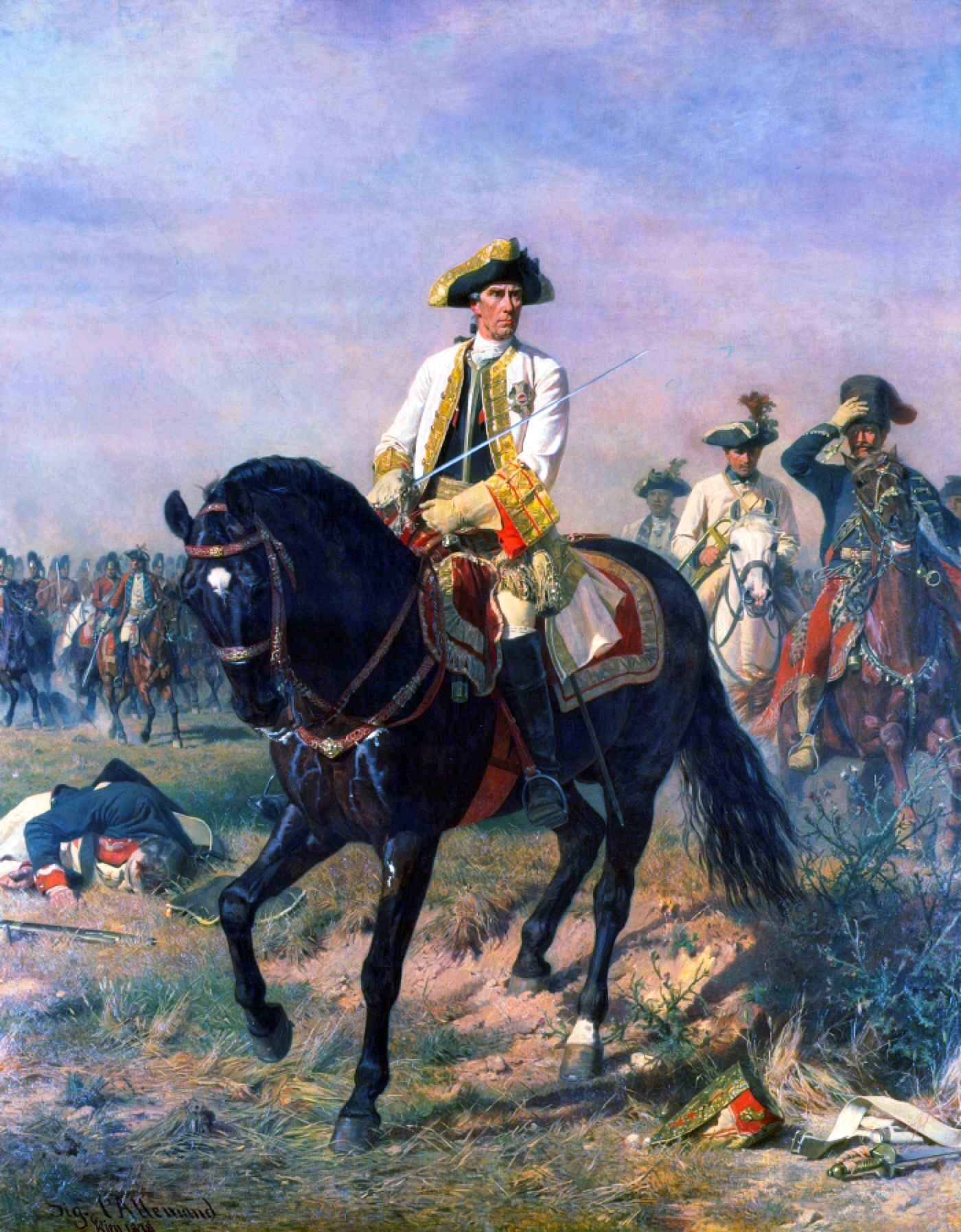
Laudon po bitvě u Kunersdorfu

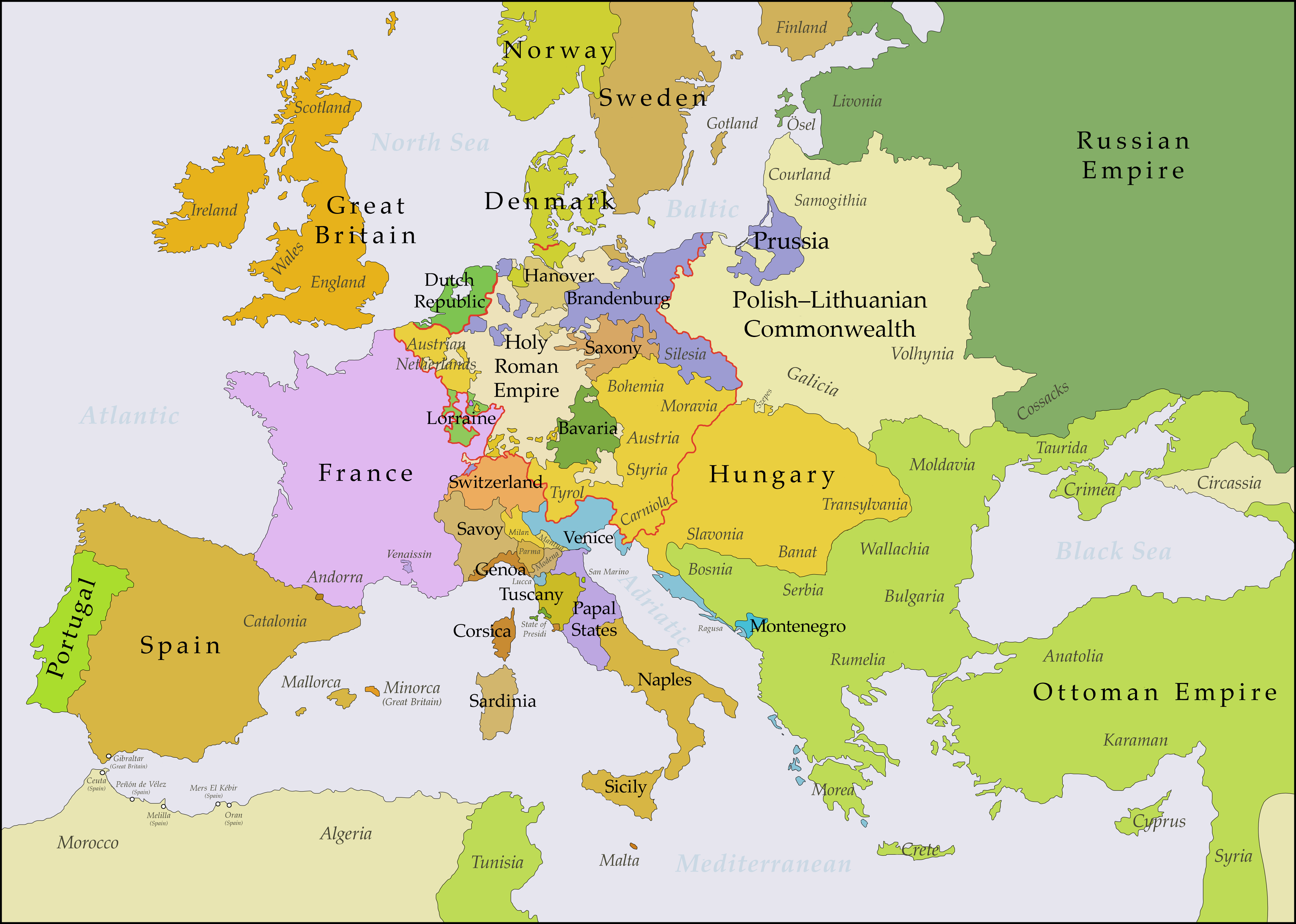
Evropa v době vypuknutí sedmileté války

Na konci června se pruské jednotky, které obléhaly Olomouc, nacházely ve špatném stavu, chybělo jim jídlo, náboje, zbraně, léky a bylo potřeba postarat se o raněné vojáky, proto se velení pruských jednotek rozhodlo poslat z Pruska zásoby, o čemž se prostřednictvím špeha dozvěděl i Daun. Menší pruské transporty byly již dříve přepadány ve stylu partyzánských válek. Proto se pruský král rozhodl zorganizovat obří transport s doprovodem přes 20 tisíc mužů. Plán na uloupení tohoto transportu byl následující: hlavní síly měly napadnout konvoj u města Libavá, a pokud proklouznou nějaké pruské jednotky, měl je zlikvidovat Laudon u Šternberka. Laudon dorazil na místo 27. června 1758 v 5 hodin ráno, k večeru se přesunul k Domašovu nad Bystřicí, tam ovšem zjistil, že jednotky, které měly být ve stejnou dobu u Libavé, nedorazily, a přesunul se tedy k Dolním Guntramovicím. Cestou narazil na čelo transportu, a proto se rozhodl pro útok. Po boji proti přesile byl nucen ustoupit k Moravskému Berounu. Tam se v průběhu noci dozvěděl, že jednotky konečně dorazily na určené místo u obce Libavá a on tedy může pokračovat v útoku na konvoj, který mezitím pokračoval. Dne 30. června 1758 došlo k bitvě u Domašova, kterou rakouské jednotky nakonec vyhrály. Výhrou bylo především přerušení dodávek materiálu a peněz pruským jednotkám do Olomouce a také značná válečná kořist v podobě peněz a výzbroje. Zlikvidování tohoto konvoje mělo pozitivní vliv na konec pruské blokády Olomouce. Prusové již 2. července 1758 odtáhli od Olomouce.
Dne 25. července mu bylo uděleno další povýšení, tentokrát na polního podmaršálka. V následujících dnech se přesunul do Dolní Lužice, kde se 14. října v 5 hodin ráno zúčastnil pod Daunovým velením jako velitel jedné části Daunovy armády nočního přepadu pruských jednotek u Hochkirchu. Pruské jednotky měly omezenou i ostrahu tábora, protože jim byla povolena večerní zábava. Daun s Laudonem toho využili. I když se Prusové dokázali pět hodin úspěšně bránit, nakonec byli donuceni se stáhnout a válečnou kořistí pro rakouské jednotky bylo 137 děl, 500 muničních a zásobovacích vozů a jiný vojenský materiál. Navíc při tomto nočním přepadu zemřel pruský maršál Keith. Rakouská strana ztratila 5000 vojáků, kdežto pruská až 9000.
I za tento noční přepad byl Laudon 5. prosince oceněn velkokřížem Řádu Marie Terezie, což bylo v té době nejvyšší ocenění, které mohl v Rakousku získat.
Začátek roku 1759 nebyl pro Laudona dobrý, protože jej v lednu téhož roku postihla kolika. Nejdříve hledal pomoc v Teplicích, ovšem na naléhání svého nadřízeného Dauna se rozhodl pro cestu do Vídně, kam ovšem nedorazil a byl nucen se zastavit v Praze. Až po zlepšení zdravotního stavu mohl pokračovat dál do Vídně, kde se definitivně uzdravil. Dne 5. března 1759 byl navíc povýšen do panského stavu, přičemž mu byly odpuštěny poplatky za povýšení a jako bonus získal panství Bečvárky (Malé Bečváry) v tehdejším Kouřimském kraji. Dne 27. března 1759 se vrátil zpět do Čech. V té době čítala rakouská armáda v českých zemích přes 337 000 vojáků a měla přes 500 těžkých děl. Laudon po příjezdu Prahy 31. března byl ihned odvelen ke svému sboru do Trutnova, kterému v jeho nepřítomnosti velel generálmajor Žižkovič. K prvnímu ozbrojenému střetu mezi pruskými a rakouskými vojsky po jeho návratu došlo mezi 3. a 10. květnem 1759 u Bernartic, Rýchor a Albeřic. Tento střet vyvolali Prusové. Po jeho úspěšném potlačení pokračoval směrem z Rakouského Slezska (malá část území Slezska, které si uchránila Marie Terezie) do Pruského Slezska (většina současného Slezska) a cestou získával další posily. Bojové akce v Pruském Slezsku však vycházely jen napolovic. On sám se přesvědčil o kvalitách takzvaných kyrysníků.
Dne 3. srpna 1759 měl Laudon ve svém sboru, jak uvádějí prameny, 18 528 mužů a 48 lehkých děl. V té době byl však zásobován především ruskou armádou, která pod jeho vedením odmítala často poslušnost. Proto si také stěžoval u Dauna na nekázeň. S takovouto armádou se Laudon připojil k ostatním jednotkám, které mířily ke Kunnersdorfu (Kunowice), aby se zde dne 12. srpna 1759 ráno střetly s pruskými jednotkami. První výstřel zazněl okolo 11. hodiny ráno a situace zpočátku nebyla pro rakouské jednotky dobrá. Kolem druhé hodiny odpolední se Prusové rozhodli poslat do Berlína kurýra s radostnou zprávou, což se nakonec ukázalo jako předčasné a zbrklé, protože do dění se zapojil Laudon. Provedl změny v pozicích děl a díky tomuto se výhra v bitvě začala přiklánět na rakouskou stranu. Prusové se ovšem ani pak nestáhli. Laudon se proto s ruskými kyrysníky a kozáky vrhl na otřesené Prusy. Jeho jednotky si s nimi rázně poradily a již okolo 7. hodiny mohli Rakušané slavit výhru. Podle očitých svědků z řad pruských přeběhlíků pruský král při úprku z bojiště plakal. Tato bitva byla nakonec nejkrvavější bitvou sedmileté války. Rusové se zde však dopustili strategické chyby, protože i přes Laudonovo naléhání odmítli pronásledovat zbylé pruské jednotky a ukončit tak celou válku. Laudon měl málo vlastních vojáků, a proto, i když nerad, byl nakonec nucen od svého plánu na čas ustoupit.
Díky této bitvě si u Marie Terezie získal ještě větší přízeň, navíc mu byl přidělen do vlastnictví pěší pluk, kterému zemřel původní majitel, čímž získal lepší postavení v armádě (plukovník-majitel) a také větší gáži (mzdu). Jako plukovník-majitel sice nemohl své jednotce velet, ale mohl rozhodovat o povýšení příslušníků svého pluku, byl předsedou u případného soudu se členem své jednotky a mohl nosit plukovní uniformu. Dalším dárkem byl briliantový prsten od Marie Terezie. Císařovna chtěla Laudona také jmenovat polním zbrojmistrem, což po výměně dopisů s Daunem neučinila, protože při případném dalším Laudonově úspěchu by ho už skoro neměla jak odměnit. Dalším důvodem byl i fakt, že by Laudon v tom případě měl vyšší hodnost než mnoho jeho služebně starších kolegů. Hlavním Daunovým důvodem, proč Marii Terezii nedoporučil Laudonovo povýšení, bylo, že při jeho případném dalším povýšení by byl Laudon již na jeho úrovni. Místo povýšení mu císařovna poslala 5000 dukátů a zlatou tabatěrku s brilianty. Ani ruská carevna se nenechala zahanbit a poslala mu kord s pozlacenou pochvou a s jílcem posázeným brilianty.
Laudon se i přes nezájem z ruské strany vydal za prchajícími pruskými jednotkami dne 17. srpna 1759, i když pochopitelně poměrně bezvýsledně. Navíc byl 14. září 1759 opět po půl roce nucen ulehnout na lůžko s kolikou. Mezitím se pronásledování pruských jednotek zastavilo kvůli neustále stoupajícím požadavkům z ruské strany. Prusko tak získalo čas k obnově své armády. V listopadu téhož roku dostal Laudon jako náplast dříve navrhovanou hodnost polního zbrojmistra a k tomu jmenování velícím generálem v Českých zemích. Navíc 27. února 1760 získal konečně i dříve slíbený pluk, protože se čekalo na to, až některý zůstane bez majitele. Nakonec mu byl přidělen pluk po Karlu Brunšvicko-Wolffenbüttelsko-Beneverenském, který přeběhl k Prusku. Dalším oceněním Laudonovy práce byla možnost sestavit pro Františka I. válečný plán na rok 1760.
15. března 1760 se Laudonovi podařil další husarský kousek, v ten den totiž vypověděl dříve sjednaný dočasný zimní mír s Pruskem a obsadil dvě města v Pruském Slezsku, jež Prusové poměrně poklidně vyklidili, protože se neměli čím bránit. 11. května dostal Laudon pod své velení 40 000 mužů, jež 29. května shromáždil u Červeného Kostelce, odkud dále směřoval na město Frankenstein, které bez větších problémů dobyl a setrval zde do 7. června. Laudonovo první velké vítězství, při němž velel pouze on, se odehrálo 22. června u Landeshutu (Kamienna Góra). Ztratil méně jednotek než Prusové, navíc získal velkou válečnou kořist (pruská děla a dvě jezdecké standarty).

## První velká prohra
V následujících dnech si ovšem Laudon připsal svoji první, a jak se později ukázalo, i poslední velkou osobní prohru na bojišti. Dne 15. srpna nad ránem zahájil bitvu u Lehnice, v té době ovšem netušil, že severovýchodně od města se v nevelké vzdálenosti nacházejí velmi početné pruské jednotky, které byly navíc v noci ve zbrani, a ty donutily Laudonovo vojsko k ústupu. Laudonovy jednotky utrpěly velké ztráty, které byly způsobeny i značnou pasivitou Daunových vojsk, jež měla Laudonovi více pomáhat. Marie Terezie však Laudona i přesto pochválila za svědomité plnění rozkazů. Laudonova pověst tak neutrpěla a těšil se veliké přízni i mezi běžnými lidmi. Největší dopad tak měla jeho prohra na samotného Laudona, který z ní byl několik dní velmi podrážděný.

## Poslední léta sedmileté války

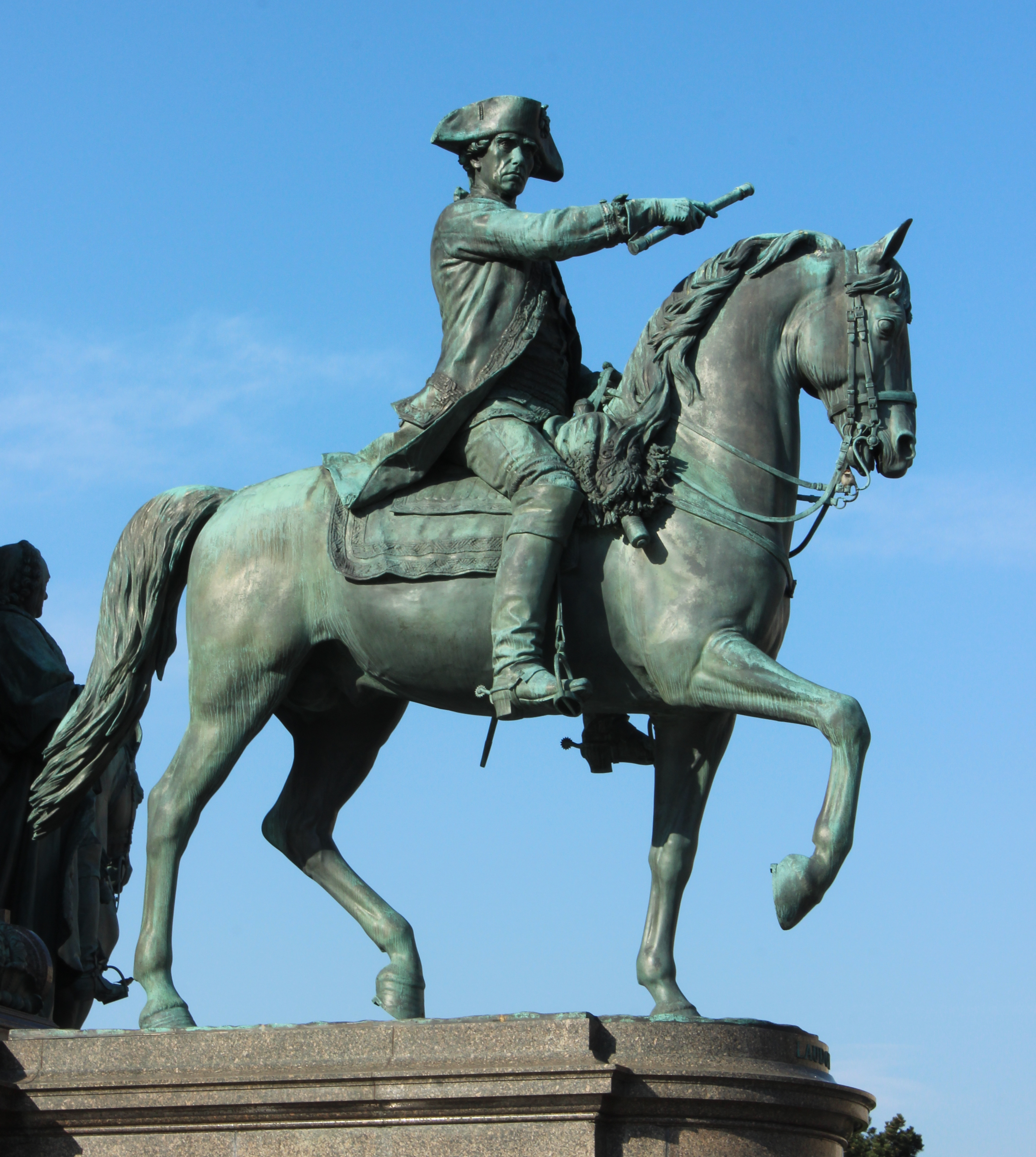
Laudonova socha na náměstí Marie Terezie ve Vídni

Na přelomu let 1760 a 1761 byl do čela císařsko-královské armády znovu zvolen Daun, přestože se hodně uvažovalo i o Laudonovi. Počet mužů pod Laudonovým velením se zvýšil až na 70 000 a vyrovnal se tak skoro Daunovým jednotkám. Celkový počet vojáků, včetně posil ze spojeneckých států, v té době činil okolo 380 000 mužů, zatímco celkový počet pruských jednotek byl pouze asi poloviční.
První vojenské akce v roce 1761 zahájilo opět Prusko tím, že na počátku března vpadlo do Kladska. Laudon na oplátku udeřil na Frankenstein. 13. dubna se Laudonovy jednotky začaly shromažďovat u města Waldenburg (dnešní Valbřich), přičemž část jednotek byla pověřena obranou hranic na severovýchodě Čech. V té době dostal Laudon pod své vedení i Daunovy jednotky, což se pochopitelně Daunovi nelíbilo, a vztah mezi ním a Laudonem se ještě více zhoršil.
Až do konce září roku 1761 se mezi Rakouskem a Pruskem neodehrály žádné velké vojenské bitvy. Vzrůstala pouze Laudonova nechuť vůči Rusku, které se neustále vymlouvalo a otálelo s pomocí Rakousku při porážce Pruska. Většinu Laudonových pokusů o větší úspěch brzdilo ruské zdržování. Až na konci září se Laudon rozhodl zaútočit na Svídnici. Útočné oddíly jeho armády opustily tábor u Kunzedorfu 30. září 1761, neboť útok na Svídnici byl naplánován na třetí hodinu ranní 1. října 1761. Samotný útok trval pouze asi 4 hodiny. V 7 hodin ráno bylo dobojováno a Svídnice dobyta. Laudon zvítězil poměrně hladce i proto, že v té době se ve Svídnici nacházelo málo pruských jednotek. Větší ztráty utrpěl pouze kvůli výbuchu prachárny, při němž zahynulo asi 400 vojáků obou stran.
První, co musely Laudonovy jednotky zabezpečit, bylo zamezit rabování ze strany ruských jednotek a hraničářů. Válečnou kořistí bylo 222 děl, 135 moždířů, ruční zbraně a značné zásoby střeliva. Laudonovi se dostalo velkého ocenění jednak od Marie Terezie, která mu poslala šperky, a dále od Karla Lotrinského, který mu poslal vlastní velkokříž s brilianty za 6000 dukátů.
Význam této výhry tkví především v tom, že rakouské jednotky mohly poprvé od začátku války o rakouské dědictví přezimovat ve Slezsku. Koncem listopadu téhož roku dostal Laudon od Marie Terezie další dárek – medailon panovnice posázený diamanty za 4 000 zlatých dukátů. Od té chvíle byl nazýván „Prvním rytířem Marie Terezie“. Na konci roku 1761 se vrátil na své panství v Bečvárkách.
5. ledna 1762 zemřela ruská carevna Alžběta Petrovna a na trůn se dostal vnuk cara Petra I. vévoda Karel Petr Oldřich, který přijal jméno Petr III. a který otevřeně obdivoval pruského krále, s nímž ihned započal mírová jednání a 5. května 1762 s ním uzavřel mír. 17 dní poté uzavřelo mír s Pruskem i Švédsko.
V posledním roce sedmileté války se Laudon stáhl do ústraní. 20. ledna 1762 požádal Marii Terezii, aby jej zbavila velení, protože již neviděl možnost výhry a nechtěl se účastnit defenzivního boje. Marie Terezie mu vyhověla a Laudonovy oddíly převzal Daun. Laudon se poté stal pouze velitelem armádního sboru a do konce sedmileté války se již nezúčastnil žádných velkých bojů. 29. října prohrály rakouské oddíly poslední bitvu sedmileté války u Freibergu a tím vlastně i celou sedmiletou válku. V poslední bitvě se Laudonovo jméno již neobjevilo. Mír byl podepsán 15. února 1763 v zámečku Hubetusburg u Lipska. Marie Terezie tak opět ztratila Slezsko, ale Sasko dostalo zpět svoji suverenitu. Mírnou výhrou pro Marii Terezii bylo, že si v mírové smlouvě zajistila hlas Fridricha II. pro svého syna Josefa na titul římskoněmeckého císaře.

## Doba míru
Jakmile skončila sedmiletá válka, polní zbrojmistr Laudon zamířil do Prahy, kde se na několik dní usadil a kde získal do vlastnictví jeden z domů (o který dům se jednalo, není do dnešních dnů jasné) za své zásluhy o obranu Českých zemí. V té době dostal Laudon nabídky na službu jednak ze Saska, které bylo v té době spojencem Rakouska, ale i z Ruska, které na konci sedmileté války nejdříve zrušilo spojenectví s Rakouskem a přešlo k Prusku, ale po státním převratu, kdy moc v Rusku získala Kateřina II., se vymanilo i ze spojenectví s Pruskem a bylo tak prakticky neutrálním státem. Vyjednávání se Saskem bylo předčasně ukončeno smrtí Augusta III. a vyjednávání s ruskou stranou bylo přerušeno kvůli vysokým nárokům Laudona.
První větší příležitostí sednout si do sedla a velet nějaké vojenské jednotce i v době míru byly pro Laudona vojenské manévry konané ve dnech od 7. září do 17. září 1766 u Německého (Havlíčkova) Brodu, kde dostal na starost jednu polovinu zúčastněné armády a tu druhou si vzal na starost novopečený císař Josef II. V stejném roce byl Laudon jmenován generálním inspektorem pěších vojsk. Tohoto postu si ovšem Laudon moc neužil, protože roku 1769 byl zrušen.
Dne 25. srpna 1769 přijal císař Josef II. pozvání pruského krále ke společným manévrům okolo Nisy. Za doprovod si vybral Laudona. Při třídenní cestě po Kladsku si povídali o válčení a císař si nechal od Laudona do nejmenších detailů vysvětlit, jak dokázal dobýt tamní pevnost. Při této příležitosti si císař uvědomil, jak dobrého vojevůdce má, a rozhodl se, že jej povýší na velícího generála. Laudon se svého nového postu ujal dne 13. listopadu 1769. K tomuto povýšení získal navíc ročně 4000 zlatých a dalších 8000 zlatých jako stravné. Za dalších 12 dní získal post v úřadu dvorního válečného rady a císařsko-královského válečného rady.
Roku 1772 postihly Laudona další zdravotní problémy a místo účasti při vojenských operacích v rámci Prvního dělení Polska zvolil léčebný pobyt v Benátkách. Počátkem roku 1775 abdikoval na post zemského vojenského velitele na Moravě ze zdravotních důvodů.

## Válka obavorské dědictví
Dva dny před koncem roku 1777 zemřel poslední člen vilemínské linie rodu Wittelsbachů – Maxmilián Josef. Císař Josef II. ihned reagoval a odjel za Maxmiliánovým dědicem – falckým kurfiřtem Karlem Theodorem s návrhem na výměnu Rakouského Nizozemí za Bavorsko. Tradiční rakouský rival Prusko s tímto plánem ovšem důrazně nesouhlasilo.
Počátkem roku 1778, přesněji 26. února 1778, byl Laudon povýšen na polního maršála, což byla nejvyšší vojenská hodnost v rakouské armádě.
První vojenské operace války o bavorské dědictví se odehrály 6. července 1778, kdy pruské jednotky překročily hranici u Náchoda a již počtvrté za vlády Marie Terezie tak rozpoutaly válku. Hlavní část Laudonovy armády (jež ovšem byla menší částí celé rakouské armády) zaujala postavení v okolí obce Vetlá a předsunuté jednotky u Děčína, kde Laudon předvídal pruský vpád. Koncem června po obdržení nových instrukcí se Laudon se svou armádou stáhl k Jizeře mezi Mladou Boleslaví a Mnichovým Hradištěm. 5. září zaútočil na pozice Prusů u Kuřivod a ustupující pruské jednotky tlačil zpět k Labi. K dalším vojenským akcím již nedošlo, protože v té době probíhala mírová jednání, která završil mír uzavřený 13. května 1779 v Těšíně.

## Válka sOsmanskou říší
Větší část posledních 10 let svého života strávil Laudon poklidně ve svém domě s manželkou po boku a po dlouhé době si užíval rodinné pohody. 27. července 1785 unikl jen o vlásek smrti, když si zdříml v poustevně, kterou nechal pro podobné účely u zámku zbudovat. Začalo prudce pršet, čímž se rozvodnila řeka, a kdyby jej neprobudil štěkot jeho psa, odnesla by Laudona voda i s poustevnou, zatímco takto odnesla voda „pouze“ poustevnu.

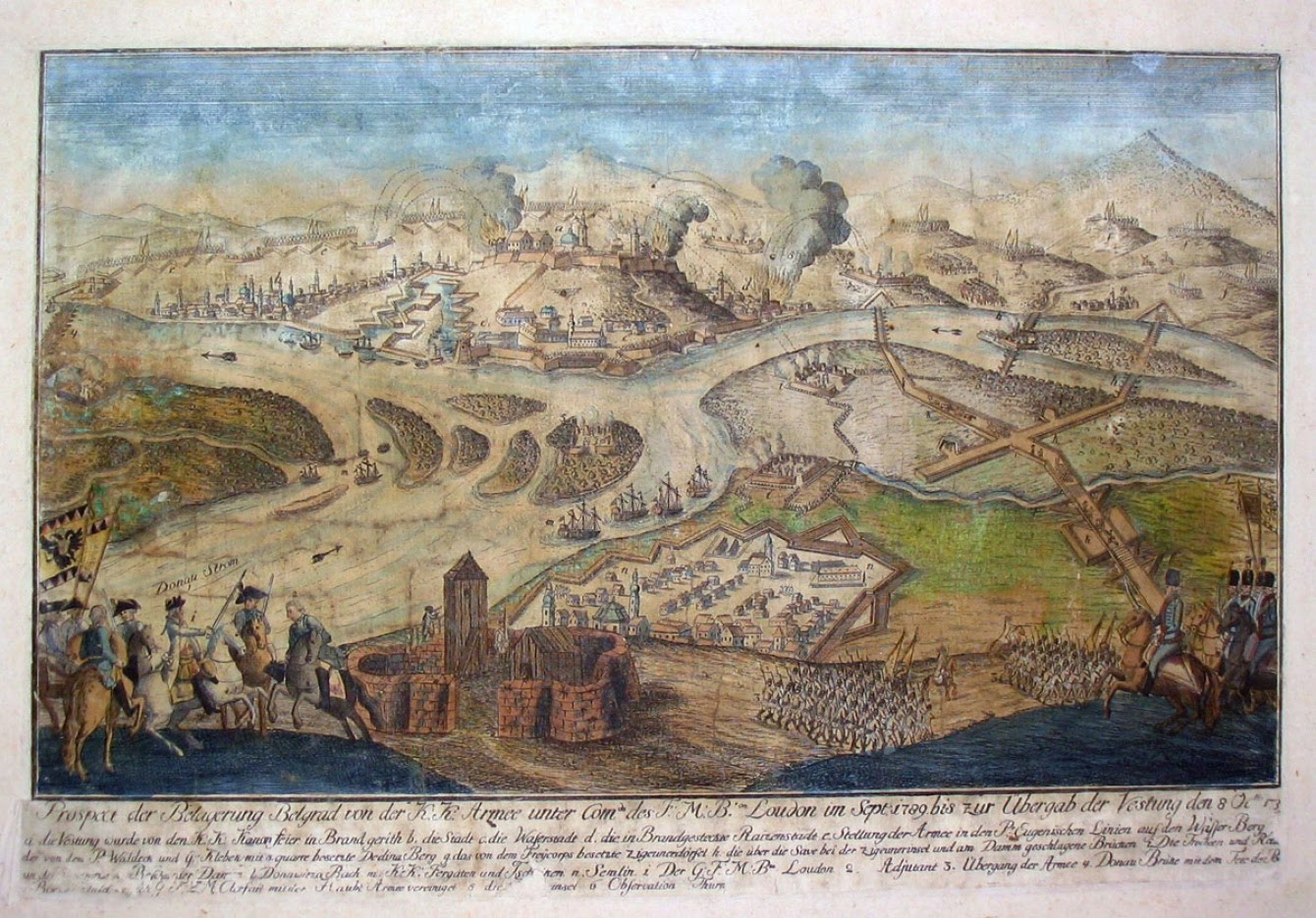
Obléhání Bělehradu rakouskými vojsky roku 1789

Poslední válkou, jíž se Laudon zúčastnil, byla válka s Osmanskou říší, do které se Rakousko zapojilo 9. února 1788. Pár dnů nato odjel Laudon do Vídně za císařem Josefem, aby mu nabídl své služby. Císař jej však zdvořile odmítl a poradil mu, aby si dál užíval zaslouženého odpočinku. Nepříznivý průběh války však císaře donutil, aby Laudona a 30. července 1788 povolal zpět do služby. Zároveň mu na cestu k jeho jednotkám do Chorvatska dal k dispozici veškerý tehdejší luxus. První větší vojenskou akcí, kterou 71letý vojevůdce zažil na chorvatské půdě, bylo přepadení jeho vlastního tábora Osmany 20. srpna 1788 ve tři hodiny ráno. Přepadení Laudonova tábora skončilo impozantním výsledkem pro rakouskou stranu: zatímco Osmané ztratili 700 mužů, Rakušané měli pouze 2 raněné. Protiakcí bylo obléhání Dubice, kterou Laudon nakonec 26. srpna 1788 dobyl. 1. října ještě pomohl dobýt pevnost Novi, načež se stáhl do císařova hlavního stanu a poté na zimu do Vídně. 4. května se Laudon vrátil zpět do Chorvatska, kde 8. července dobyl Berbir. 10. srpna se stal vrchním velitelem a dne 30. srpna 1789 vytáhl se svou armádou na Bělehrad. 30. září dobyl Laudon se spojenci předměstí a část Bělehradu a poté, co Osmani odmítli kapitulovat, pokračoval dál v bojích. Až po drtivé dělostřelbě ve dnech 5. až 7. října Bělehrad kapituloval a den nato byla sepsána mírová smlouva. Válečnou kořistí bylo 351 bronzových pevnostních děl, 60 lodních děl, 6 000 centýřů střelného prachu, 2 500 centýřů olova, 45 lodí a 24 000 kulí. Po vyhrané válce a na konci života se mu dostalo jednoho z nejvyšších ocenění vůbec – dostal od Josefa II. Vojenský řád Marie Terezie s briliantovou hvězdou, který byl v takovéto úpravě jediný na světě. V bojích s Turky se vyznamenal mladý český šlechtic a budoucí slavný vojevůdce Josef Václav Radecký z Radče, což mu zajistilo místo jednoho z Laudonových pobočníků.
Návrat domů byl impozantní, po celých Uhrách Laudona vítali lidé z měst, jimiž projížděl, přestože se původně nechtěl zastavovat ve Vídni a hodlal jet přímo domů do Hadersdorfu, místní lidé jej nenechali, a musel tak zůstat ve Vídni, kam přijel na Štědrý den. Na Boží hod jel Laudon přivítat císaře, který jej oslovil: „Vítej, bělehradský vítězi.“ V tu chvíli oběma zbýval poslední rok života, Laudonovi dokonce jenom půl.

## Poslední půlrok života
Poslední půlrok si Laudon prožil ve velké popularitě ve všech společenských vrstvách. Ještě o rok dříve vyšel v Čechách jeho první životopis v češtině. Ani poslední půlrok jeho života neproběhl v míru, protože 4. ledna 1790 dostal od císaře dopis, v němž byl jmenován vrchním velitelem armády, která bojovala v další válce s Pruskem. Laudon nejdříve ze zdravotních důvodů odmítl, ale na císařovo naléhání svolil a již 6. ledna vydával první rozkazy. Stejného dne opět unikl smrti, když málem uhořel při požáru vlastního zámku a opět jej zachránil jeho pes. 20. února zemřel císař Josef II. a jeho nástupce a císařův bratr Leopold II. jmenoval Laudona generalissimem (stal se teprve třetím generalissimem vůbec – před ním to byli jen Albrecht z Valdštejna a princ Evžen Savojský).

## Smrt vNovém Jičíně

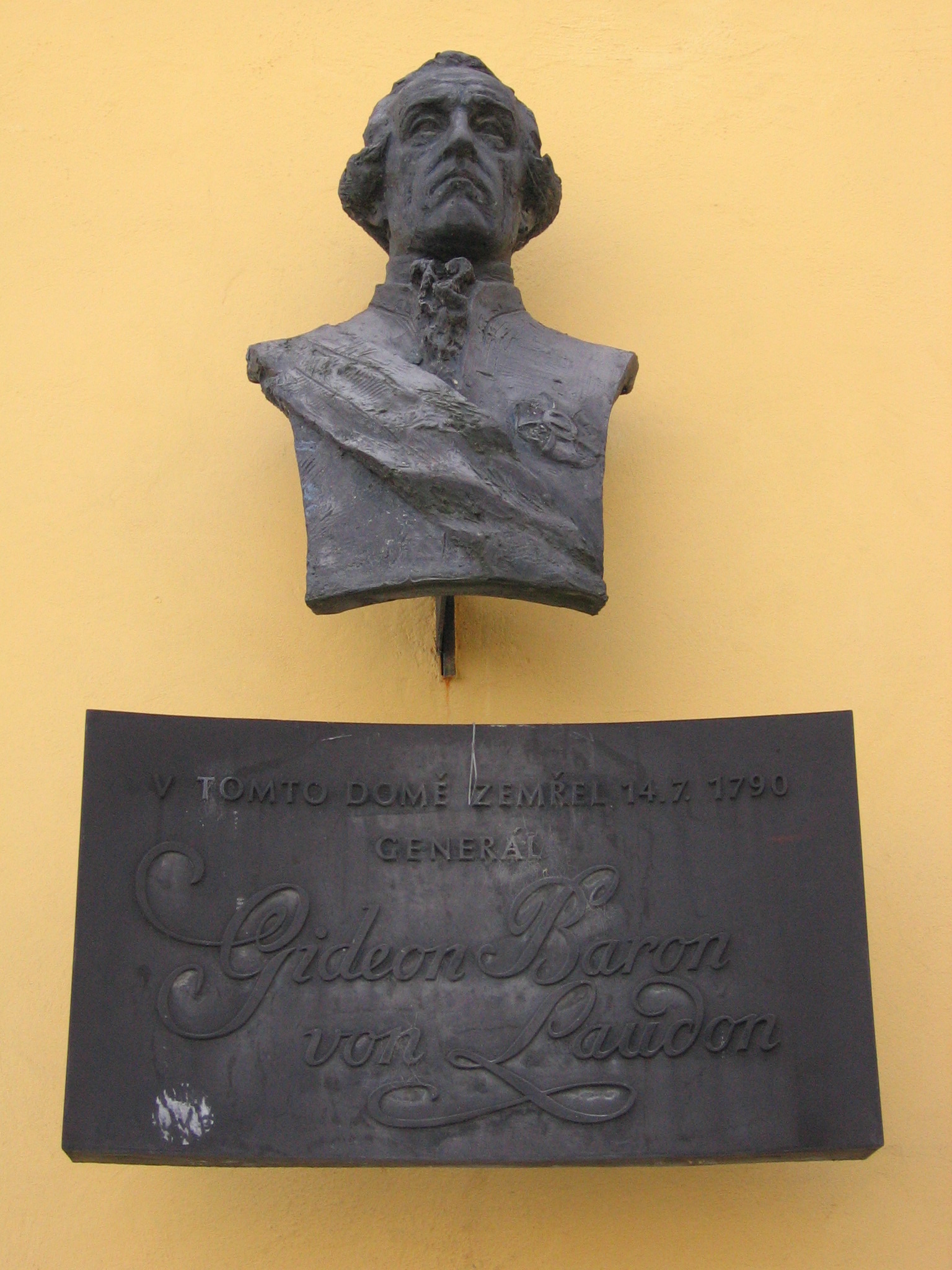
Busta generála Laudona na Masarykově náměstí v Novém Jičíně, na domě, v němž Laudon zemřel.

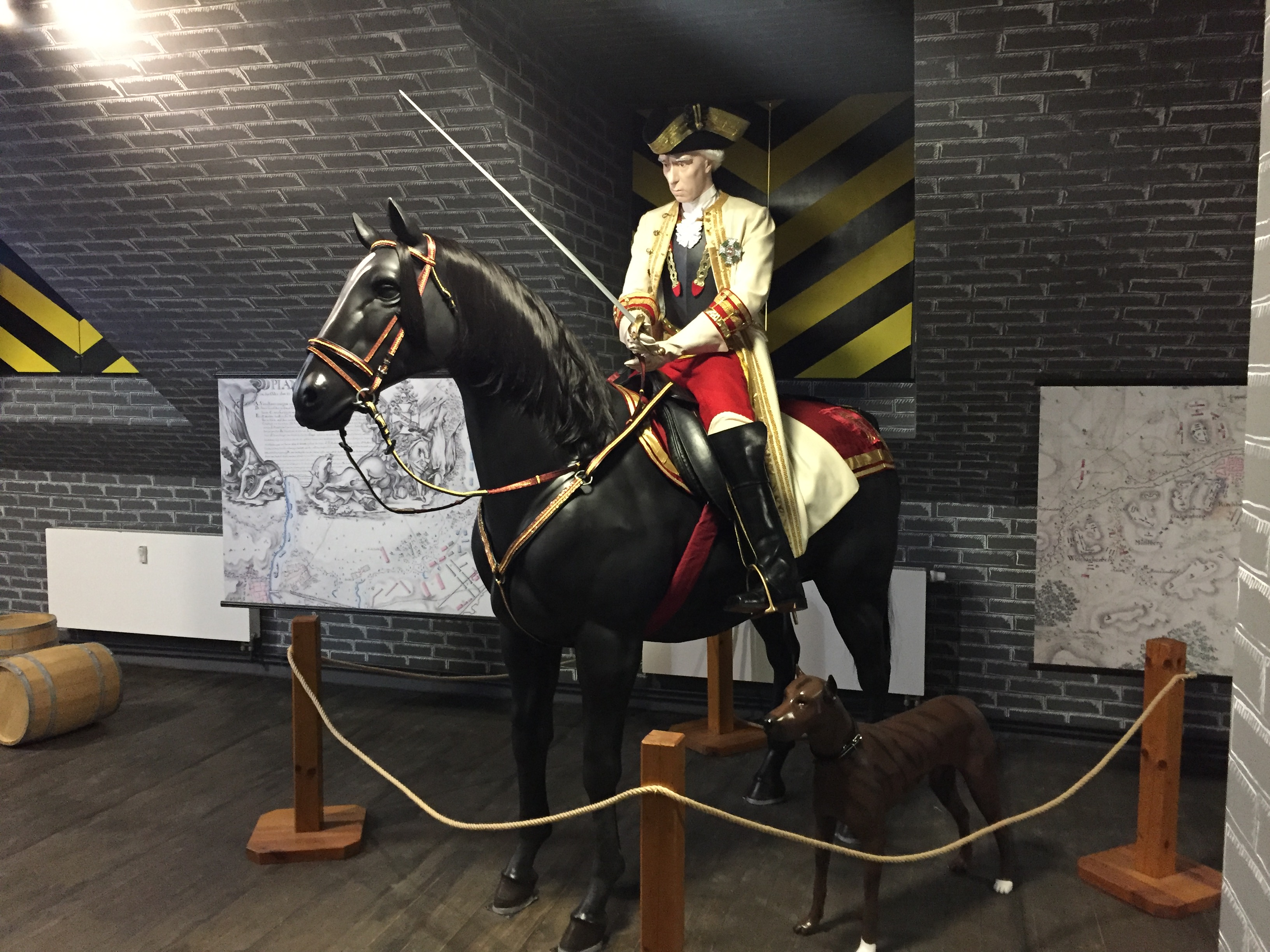
Jezdecká postava, generála Laudona. Návštěvnické centru v Novém Jičíně (v domě kde Laudon zemřel), autentický obličej naskenovaný podle busty, kompletně vyrobeno pomocí 3D tisku. Autor: Petr Podola

Generalissimus Laudon navštívil Nový Jičín celkem dvakrát. Poprvé již v květnu 1790 při své vůbec první cestě na Moravu. Při té příležitosti si s novojičínskými zasoutěžil ve střelbě. Podruhé navštívil Nový Jičín při příležitosti prohlídky slezských hranic v červnu a červenci 1790.
Při druhé návštěvě Nového Jičína jej ovšem 8. července postihl velký záchvat třesavky a Laudon byl nucen ulehnout do postele svého novojičínského domu, z níž však již nikdy nevstal.
O jeho zdraví se v Novém Jičíně staral dr. Valentin Geopferth. Svou závěť diktoval plukovníku Carlu Orlandimu a jako svědkové jsou podepsáni maršál hrabě Josef z Colloreda a hrabě František Chorinský z Ledské.
Den poté nadiktoval poslední dopis Leopoldu II. a pozdravil ústy maršála Colloreda armádu. 12. července u něj propukl zápal plic. Toho dne k němu dorazila i nejbližší rodina. Téhož dne pozdravil novojičínské obyvatele, o kterých se doslechl, že se za něj modlí. Následující den celý v klidném stavu prospal a další den, 14. července ráno poznal, že se blíží smrt.
Poslední slova, jež pronesl, když ho chtěl jeden z přítomných povzbudit, dle dochovaných pramenů byla:
Ach, nemějte mě za takového slabocha a nedělejte ze mne prosťáčka!
Poté dne 14. července 1790 zemřel. Den nato byly jeho ostatky slavnostně převezeny do vídeňského Hadersdorfu, kde je pochována i jeho manželka, která zemřela 17. března 1806.
V Novém Jičíně je na zdi rohového domu na náměstí, v němž zemřel, pamětní deska s datem úmrtí.

## Dosažené hodnosti a ocenění
Erb Ernsta Gideona von Laudon vypadá takto: na modrém štítě jsou dva zlaté kosmé proužky (z levého horního okraje vedou vpravo dolů) a mezi nimi jsou tři levhartí hlavy (červená vlevo nahoře, stříbrná uprostřed a modrá vpravo dole).

### Hodnosti
Carská armáda
- 1737 – poručík
- 1739 – opustil řady carské armády

Rakouská armáda
- 1. května 1744 – vstup do rakouské armády, velitel setniny
- 1. května 1746 – major
- 20. dubna 1753 – podplukovník
- 17. března 1757 – plukovník
- 25. srpna 1757 – generálmajor (Generalfeldwachtmeister)
- 25. července 1758 – polní podmaršálek
- listopad 1759 – polní zbrojmistr (Feldzeugmeister, to znamená generál dělostřelectva) a velící generál v českých zemích
- 13. listopadu 1769 – velící generál
- 26. února 1778 – polní maršál (Generalfeldmarschall, zkráceně Feldmarschall)
- 20. leden 1790 – generalissimus

### Vyznamenání
- 7. března 1758 – rytíř Vojenského řádu Marie Terezie
- 5. prosince 1758 – velkokříž Vojenského řádu Marie Terezie
- 5. března 1759 – povýšen do panského stavu; zisk panství se zámkem Bečvárky
- listopad 1761 – první rytíř Marie Terezie
- říjen 1789 – velkokříž tereziánského řádu s briliantovou hvězdou